# Лихтенштейн, Аврам Овсеевич
Авра́м Овсе́евич Лихтенште́йн (5 апреля 1923, Киев — 16 сентября 2016, Казань) ― советский врач, хирург, доктор медицинских наук (1966), заведующий отделением реанимации и анестезиологии Казанского научно-исследовательского института травматологии и ортопедии (с 1966 года), основатель казанской школы торакальной хирургии.

## Биография
Родился 5 апреля 1923 года в Киеве, Украинская ССР, СССР. Его отец был специалистом по болгарскому языку, мать работала экономистом на машиностроительном заводе. Учился в еврейской школе с обучением на идише. В 1937 году отец, уроженец Брест-Литовска, был репрессирован. Во время Великой Отечественной войны был с матерью Рахилью Гавриловской и сестрой Юдифью (1921—?) эвакуирован в Зеленодольск.
В 1946 году окончил Казанский государственный медицинский институт, после которого работал там же на кафедре топографической анатомии и оперативной хирургии. В 1949 году назначен главным врачом Костенеевской участковой больницы в Мортовском районе,Татарская АССР.
В 1953 году работал хирургом в Казанской больнице № 5 в отделении неотложной хирургии. В 1954 году стал заведующим хирургическим отделением больницы в посёлке Уруссу Ютазинского района. Работал главным хирургом врачебно-санитарной службы Казанской железной дороги.
В 1958 году перешёл на работу в Казанской научно-исследовательском институте травматологии и ортопедии в отделении неотложной хирургии, где в 1966 году стал руководить отделением реанимации и анестезиологии. Одновременно, с 1961 года Лихтенштейн заведовал отделением грудной хирургии Казанской железнодорожной больницы.
В 1966 году успешно защитил докторскую диссертацию. В 1967 году начал работать торакальным хирургом и консультантом Республиканского противотуберкулёзного диспансера, проработал здесь ровно тридцать лет.
Аврам Лихтенштейн написал труды по хирургическому лечению хронических неспецифических заболеваний лёгких, по патофизиологии и хирургии сочетанных травм груди. Первым в Татарстане выполнил операции по пластике влагалища из сигмовидной кишки в 1955 году, панкреатодуоденальную резекцию (1961), ряд операций на сердце (перикардэктомия при панцирном перикардите, инструментальную комиссуротомию, 1965—1966 гг.), резекцию и пластику бронхов (1970), денервацию корня лёгкого при бронхиальной астме (1974).

## Семья
Жена — Ася Исаевна Аблова, врач; дочь Ирина (род. 1947), переводчик.

## Награды и звания
- Звание «Легенда здравоохранения Татарстана» (2008)[2]
- Медали